# Fontaine Molière
La fontaine Molière, ou Monument à Molière, est une fontaine située dans le 1er arrondissement de Paris, sur la place Mireille, à l'angle de la rue Molière et de la rue de Richelieu. Elle n'est pas encore classée Monument historique.

## Histoire

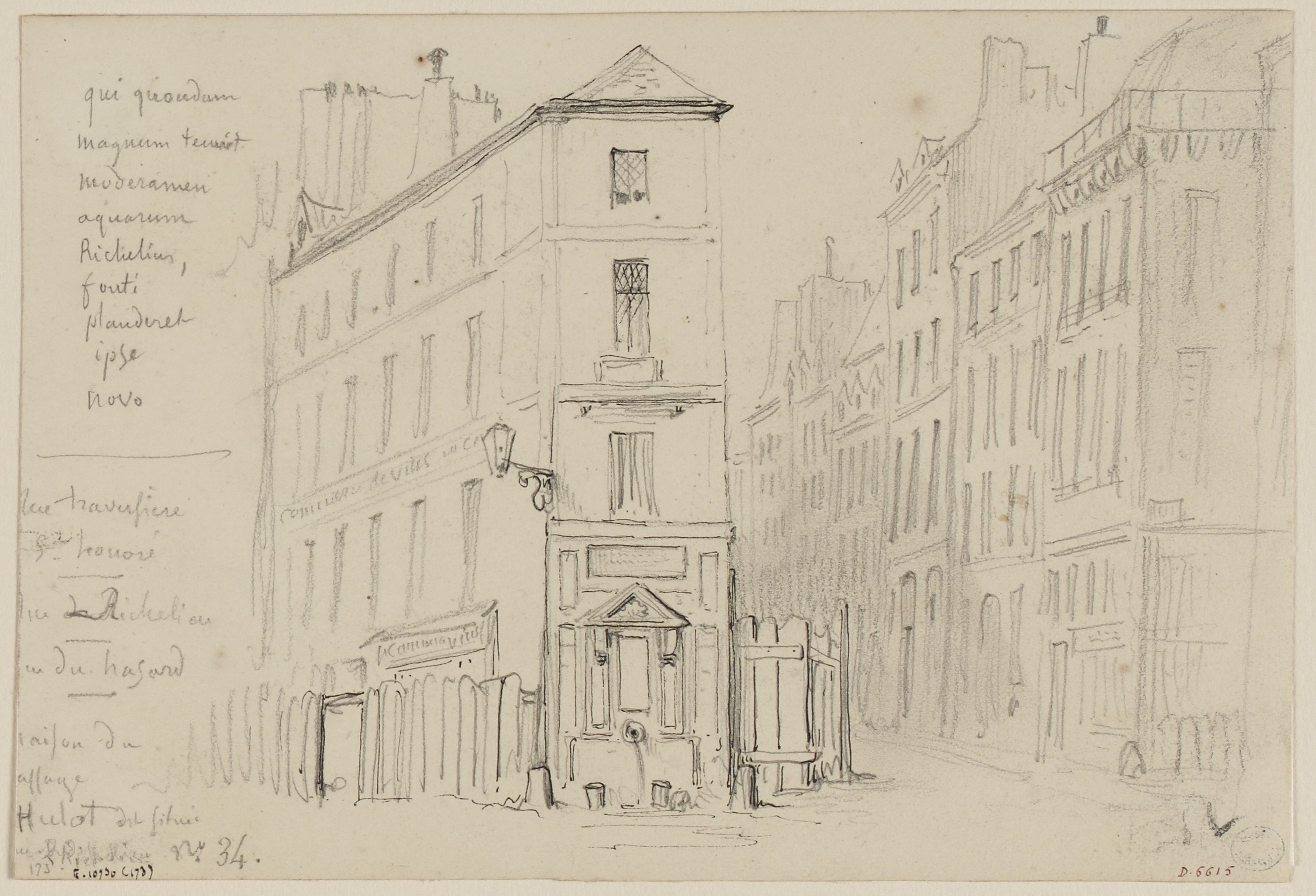
La fontaine Richelieu avant sa destruction (dessin de François Alexandre Pernot).

Une première fontaine, dite fontaine Richelieu avait été édifiée en 1671 à l'angle des rues Traversière et de Richelieu. Détruite en 1838 à cause de la gêne causée à la circulation, elle devait être reculée et réédifiée sous la forme d'une fontaine surmontée d'une statue de nymphe.
François-Joseph Regnier, sociétaire de la Comédie-Française, proposa que cette nouvelle fontaine soit en même temps un monument élevé en l'honneur de Molière décédé en 1673 au n°40 de la rue de Richelieu. Il adressa une lettre au préfet de la Seine pour demander le remplacement de la figure allégorique de la future fontaine par celle de la statue de Molière, statue qui serait alors financée par une souscription nationale.
La proposition de Régnier fut approuvée. La souscription nationale fut une première pour un monument commémoratif dédié à une personnalité de la vie civile.

## Description
Édifié en 1844, ce monument est l'œuvre de plusieurs sculpteurs sous la direction de l'architecte Louis Tullius Joachim Visconti et de l'entrepreneur Antoine Vivenel qui réaliseront aussi la fontaine de la place Saint-Sulpice.
La statue principale en bronze, trônant sous un portique à fronton imposant, représentant Molière assis, est due au sculpteur Bernard-Gabriel Seurre (1795-1867), et fut fondue par Eck et Durand .
Deux allégories féminines en marbre, La Comédie sérieuse et La Comédie légère, cantonnent le piédestal et sont l'œuvre de Jean-Jacques Pradier (1792-1852) : elles tiennent chacune un parchemin où sont listées les œuvres du grand dramaturge. Pradier est également l'auteur du Génie du fronton.
Au niveau inférieur, des mascarons à tête de lion crachent l'eau dans une vasque semi-circulaire.
Début 2022, des travaux sont annoncés pour rénover la fontaine. Ils prévoient la restauration des statues, un nouvel éclairage et sa remise en eau. 300 000 euros doivent y être consacrés.

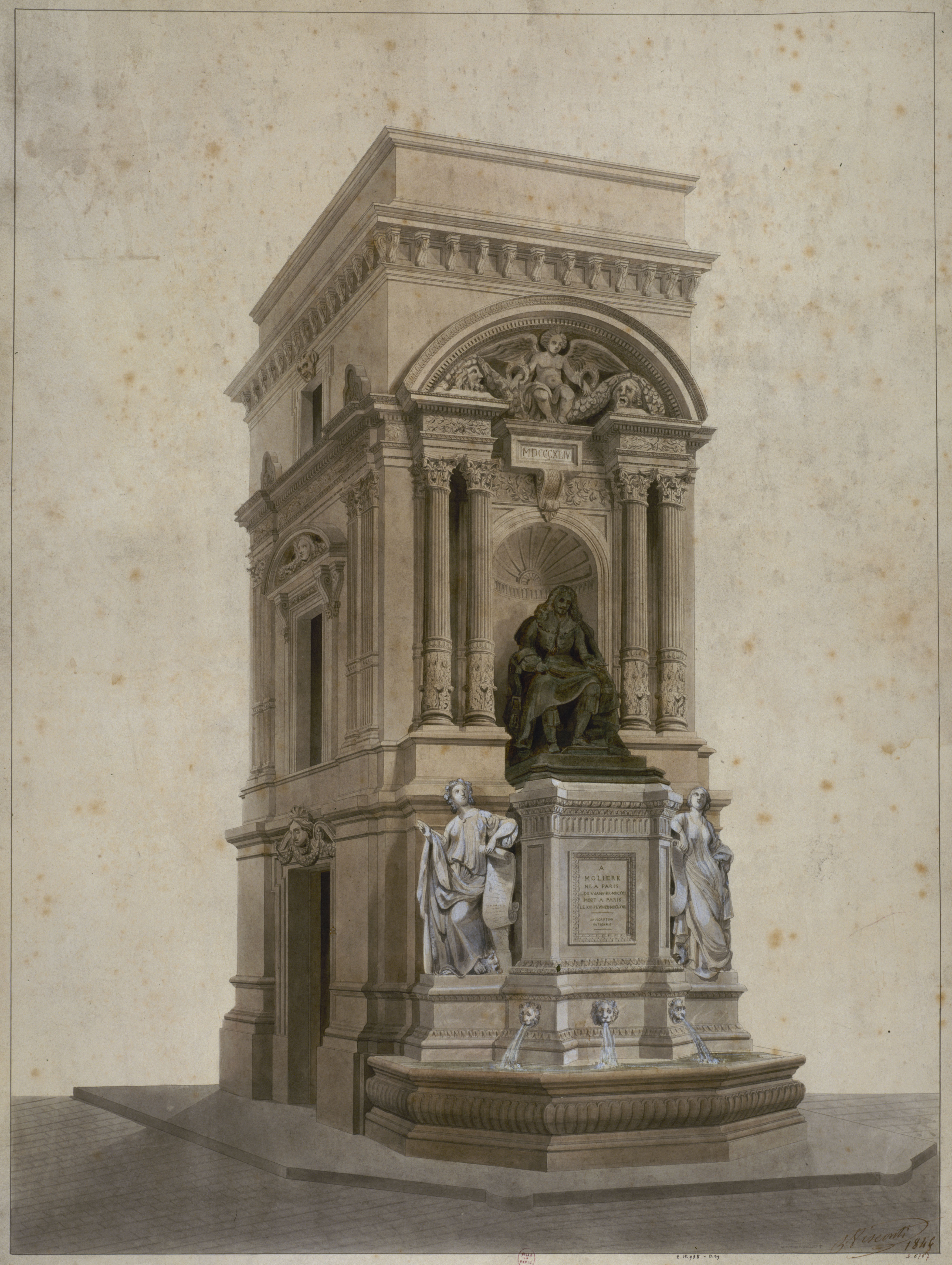
Dessin de la nouvelle fontaine par Visconti.
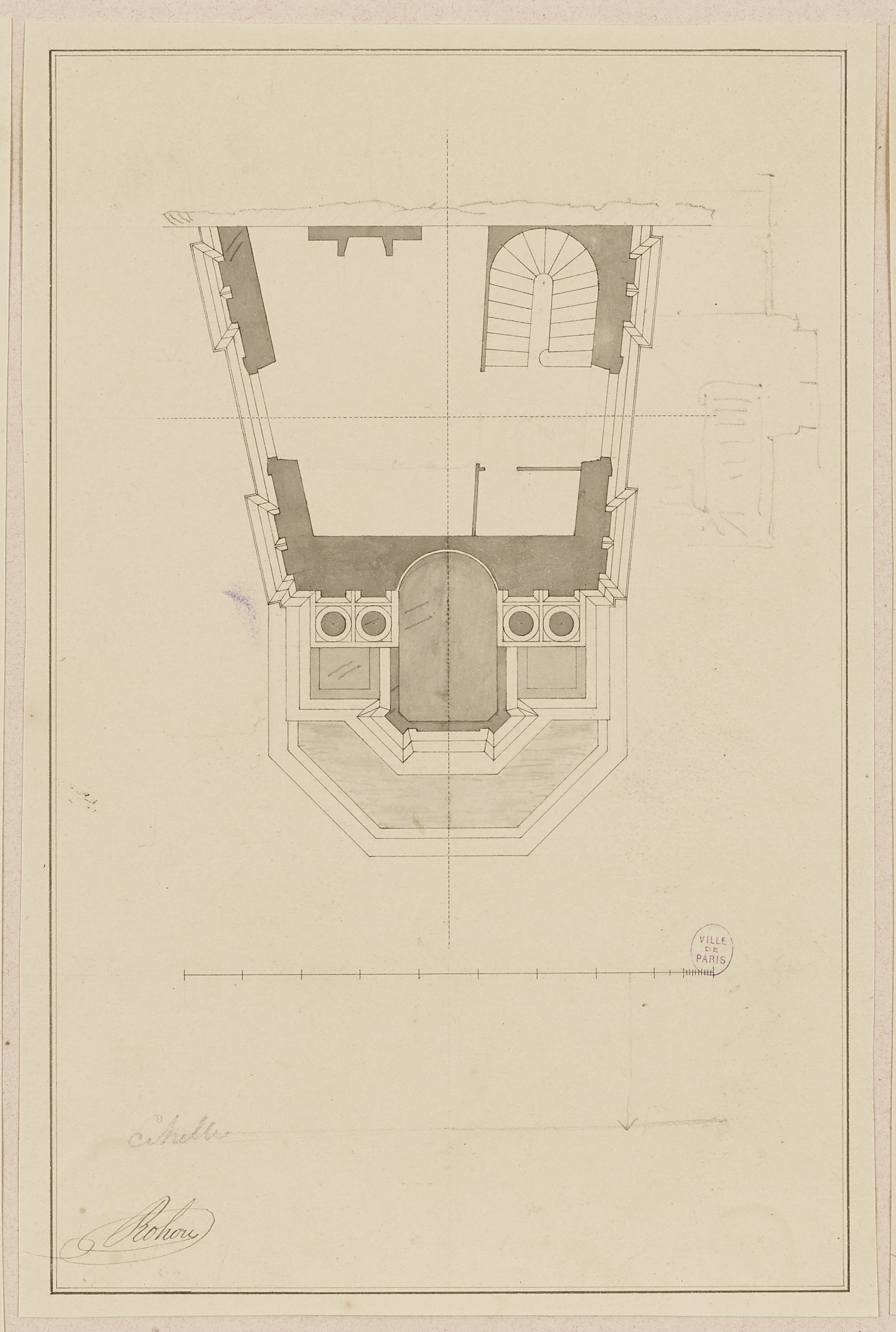
Plan de la nouvelle fontaine.
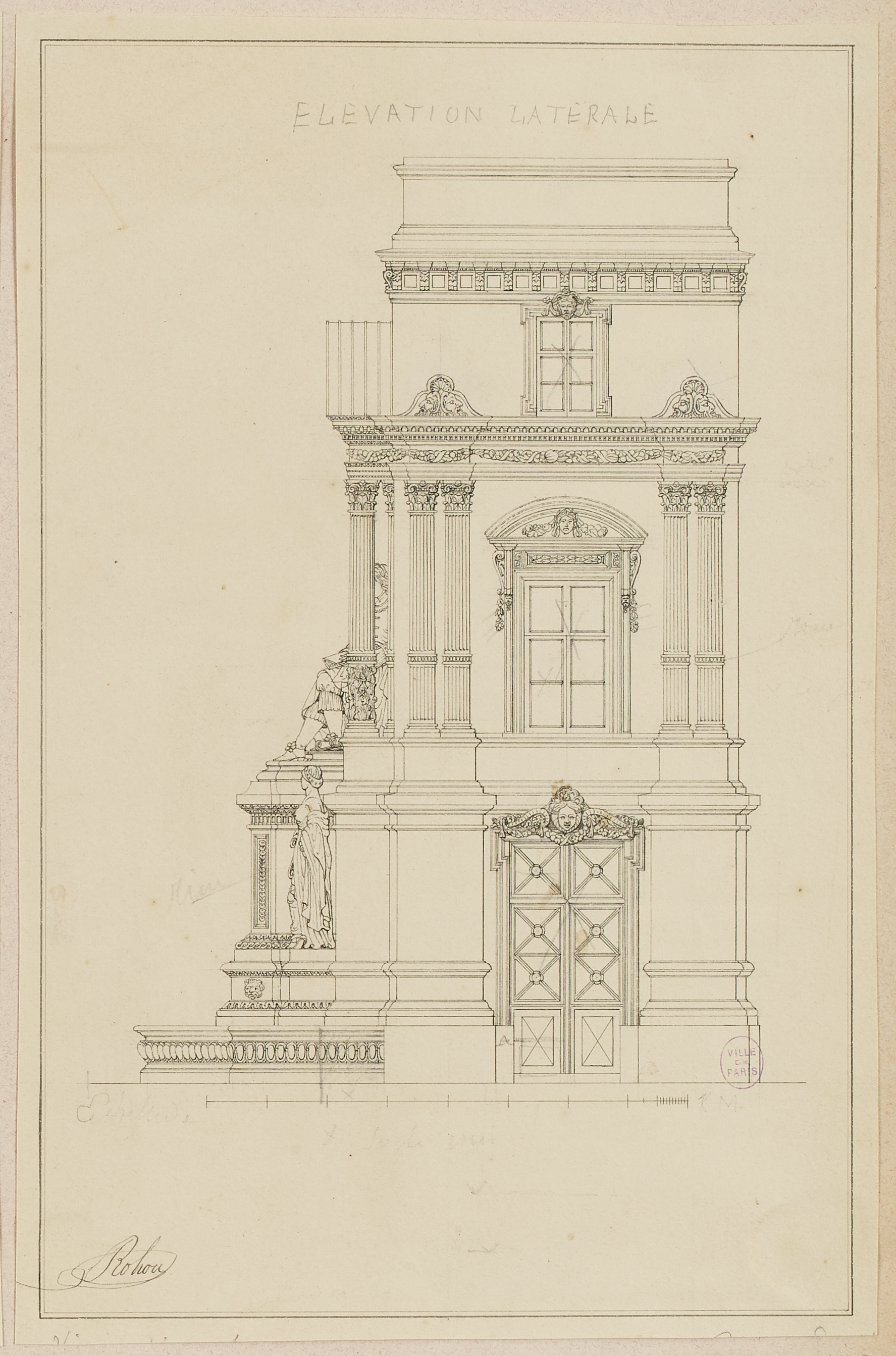
Vue latérale de la nouvelle fontaine.
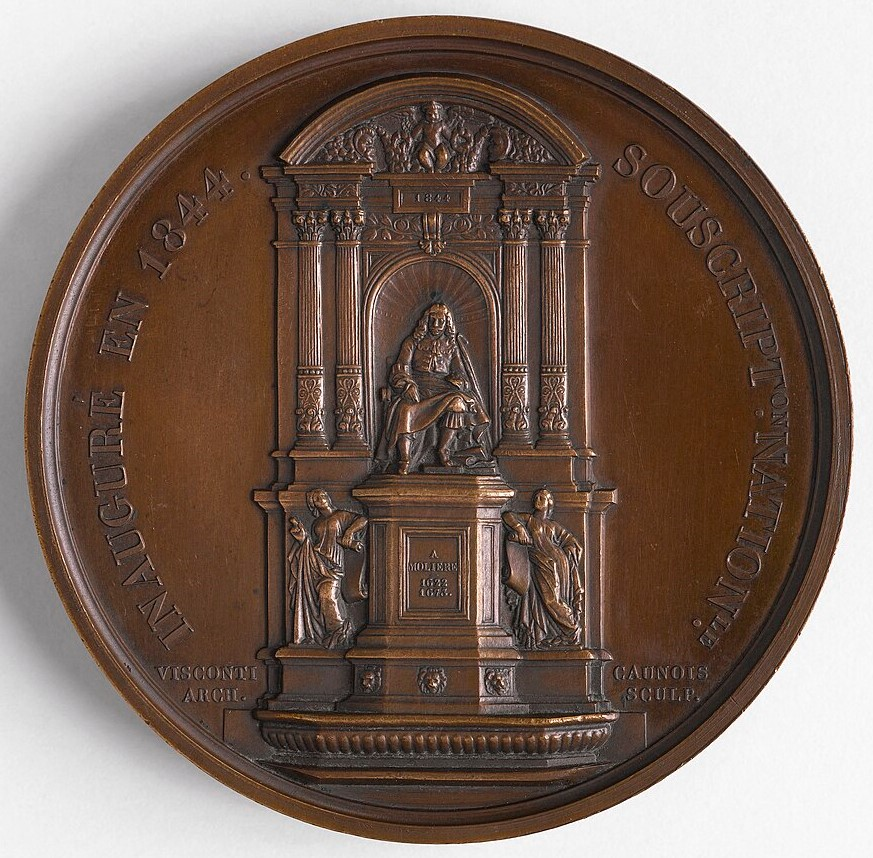
Médaille frappée à l'occasion de l'inauguration de la fontaine.
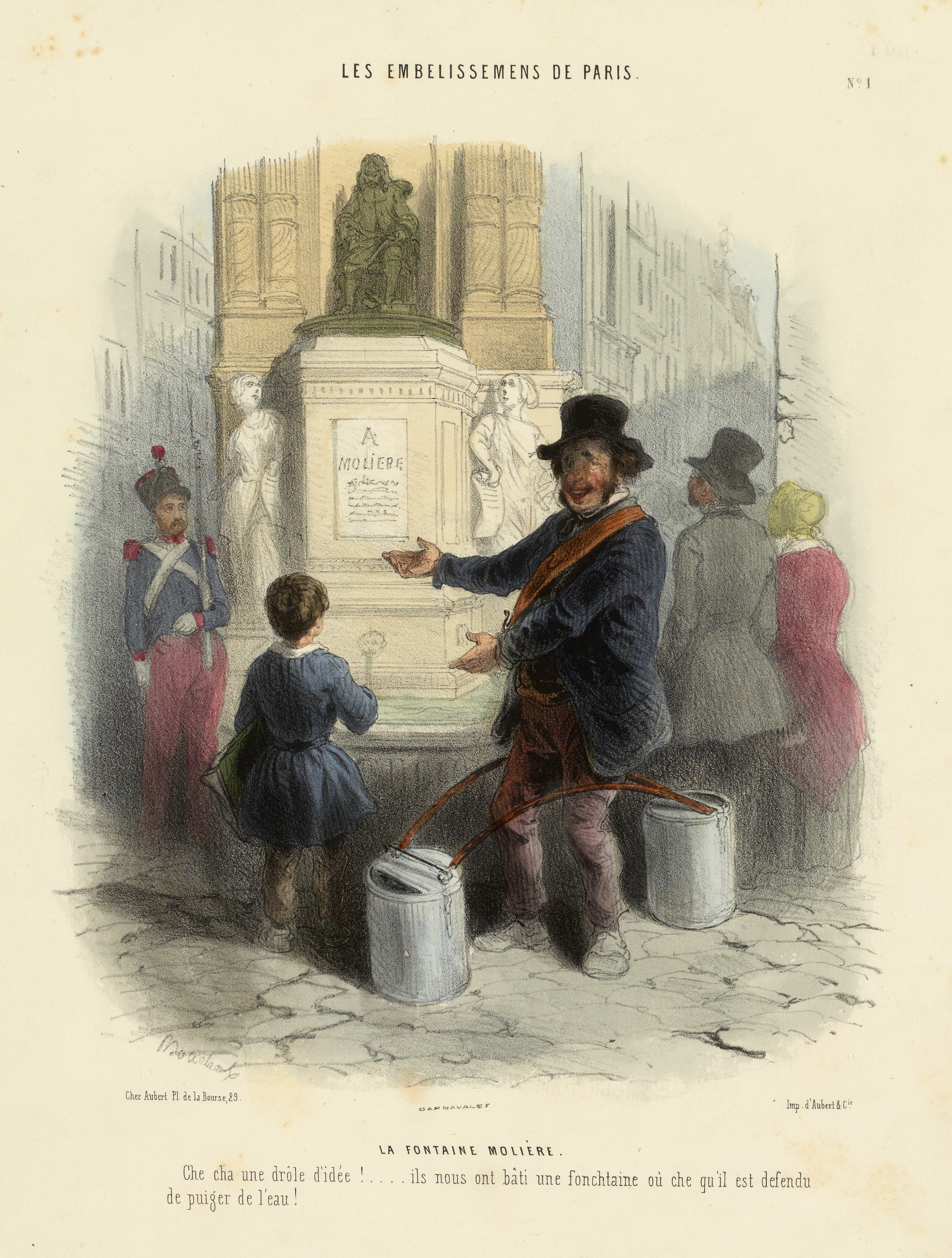
Caricature de 1844 brocardant le fait qu'il était interdit de puiser l'eau de la nouvelle fontaine.
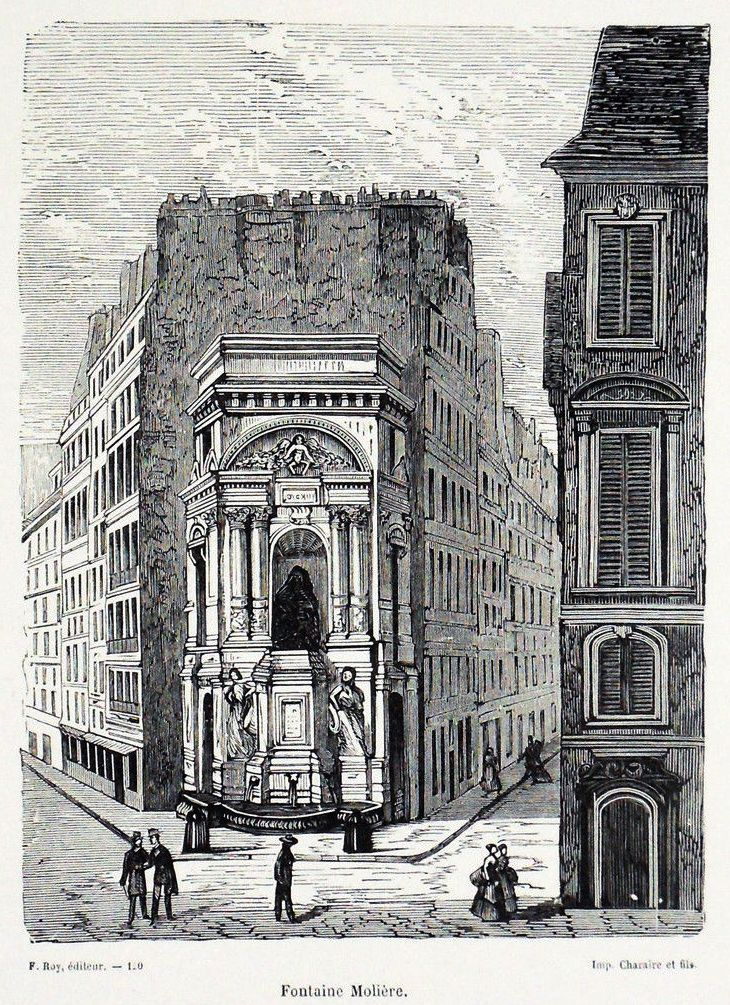
La fontaine au XIXe siècle.
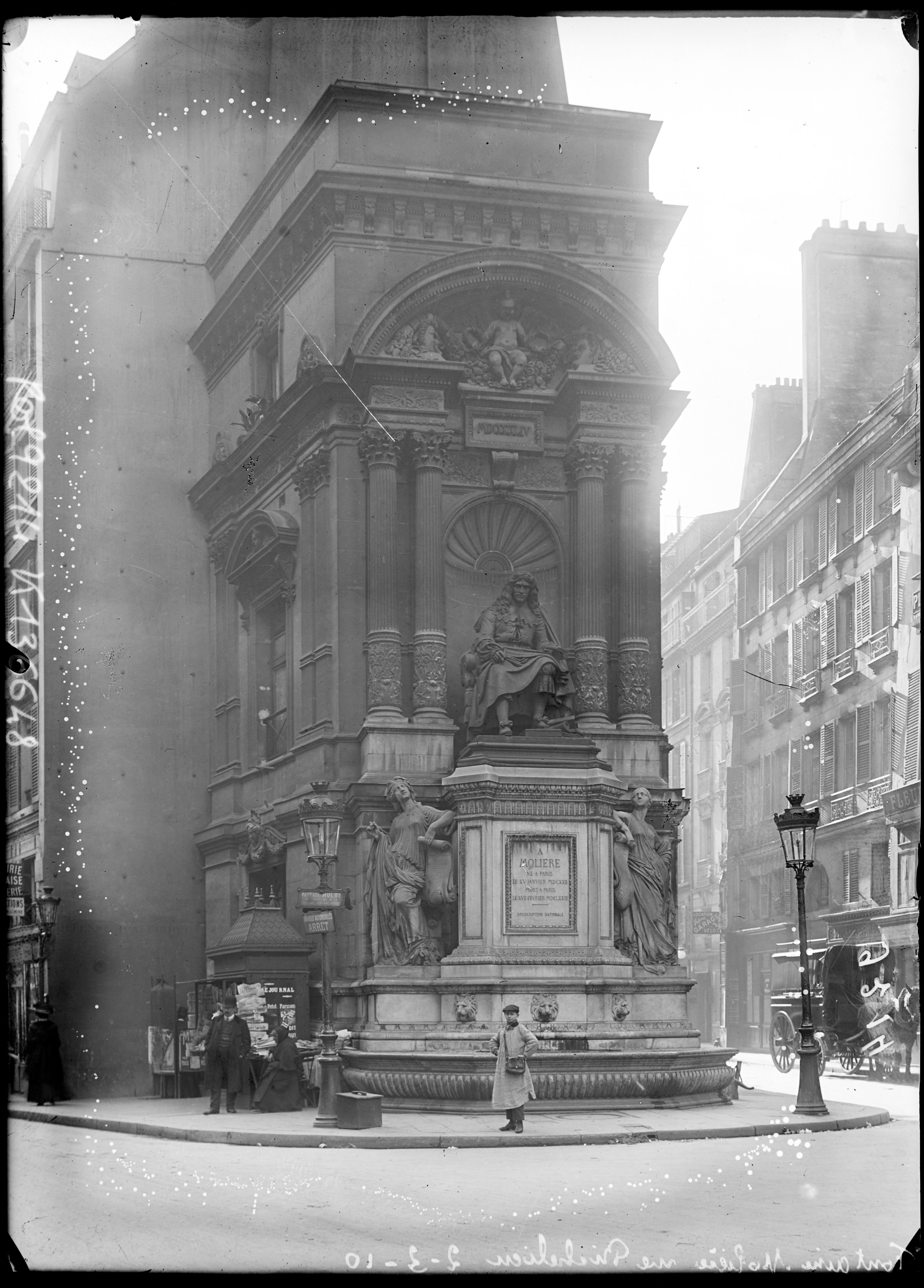
La fontaine en 1910.

## Iconographie
Une médaille commémorative de l'inauguration de la fontaine Molière a été exécutée par le graveur François Augustin Caunois en 1844. Un exemplaire en est conservé à Paris au musée Carnavalet.

## Galerie

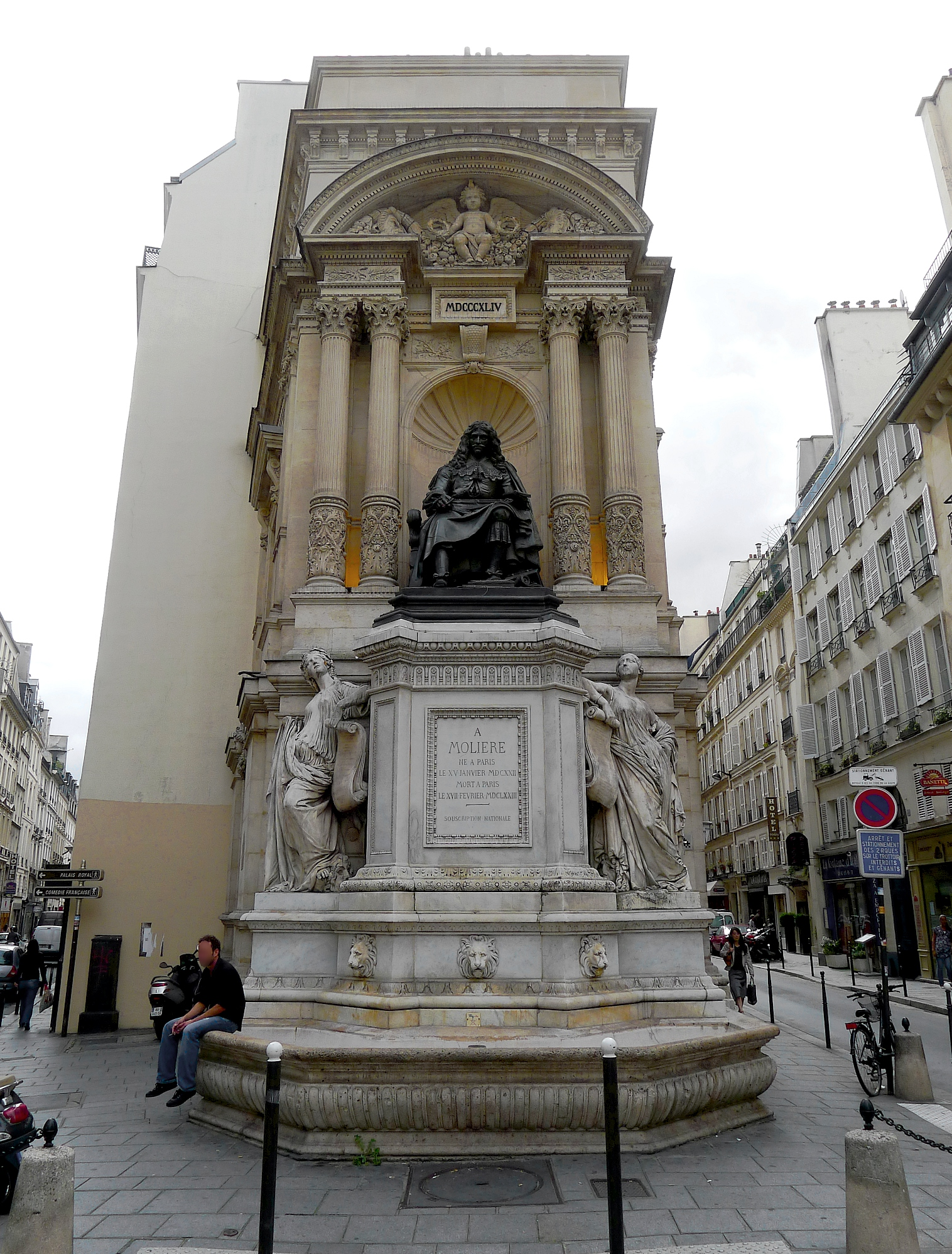
Vue d'ensemble de la fontaine entre les rues de Richelieu et Molière.
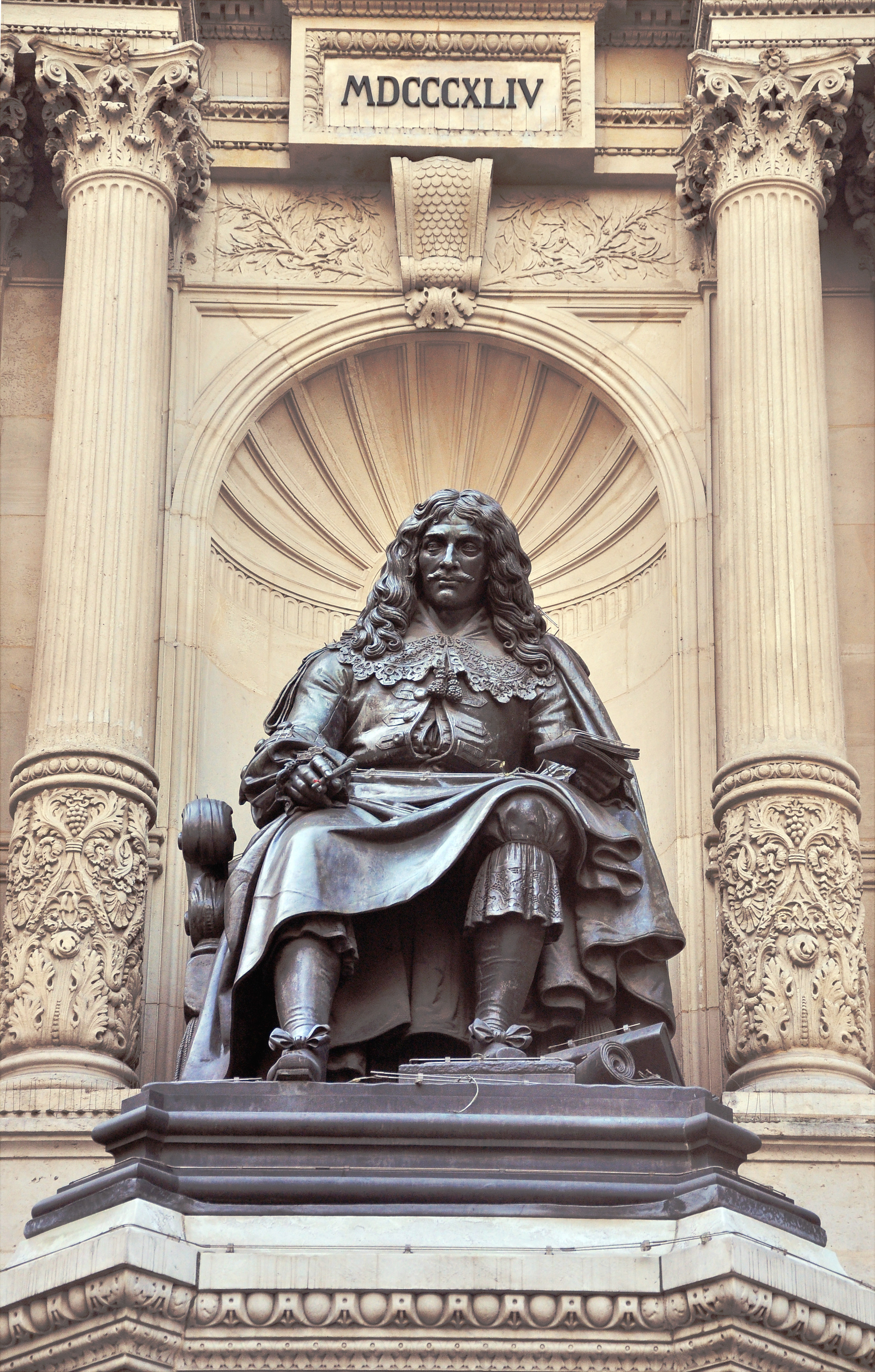
Molière, par Bernard-Gabriel Seurre.
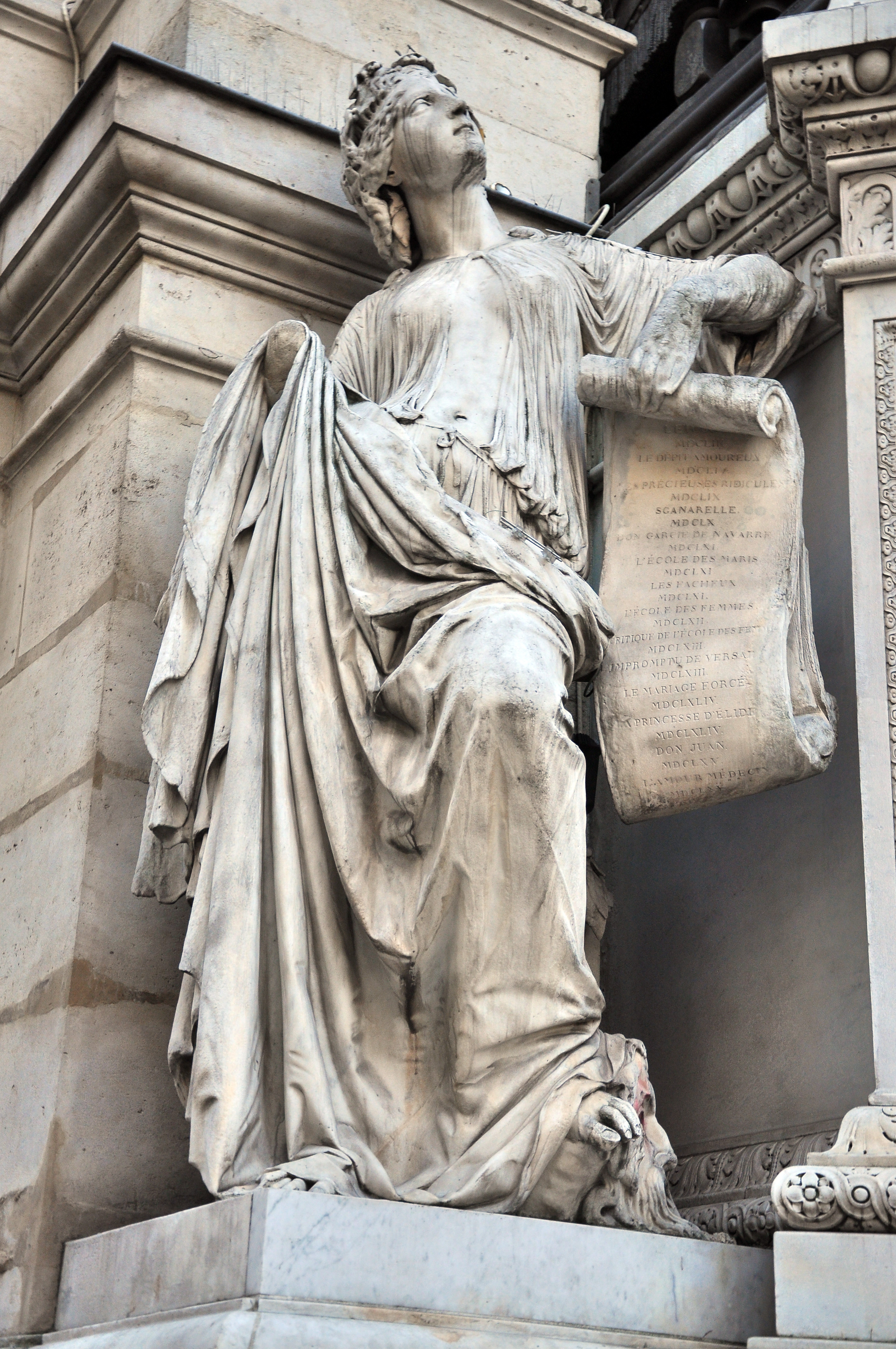
La Comédie sérieuse par Jean-Jacques Pradier.
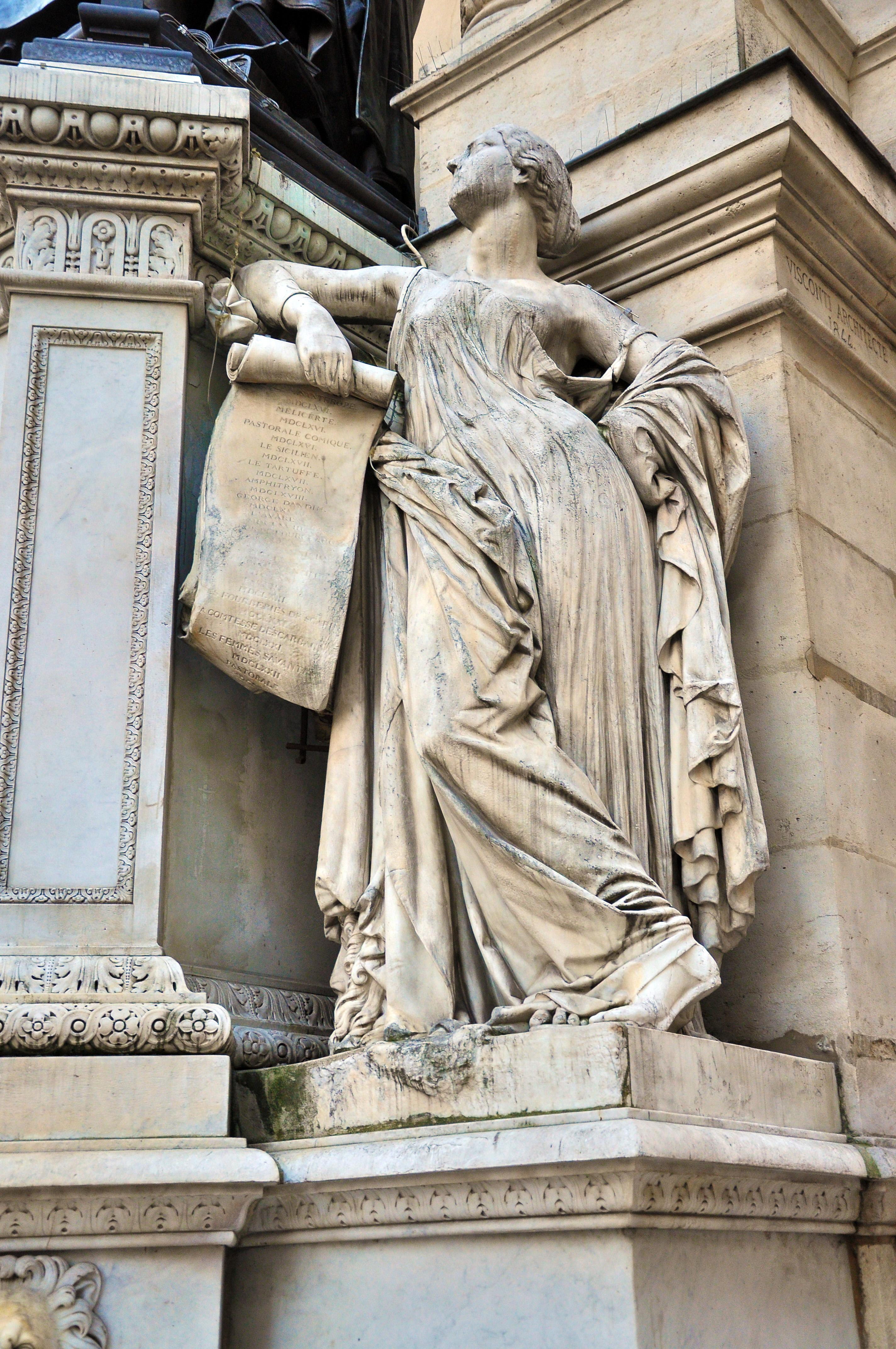
La Comédie légère par Jean-Jacques Pradier.
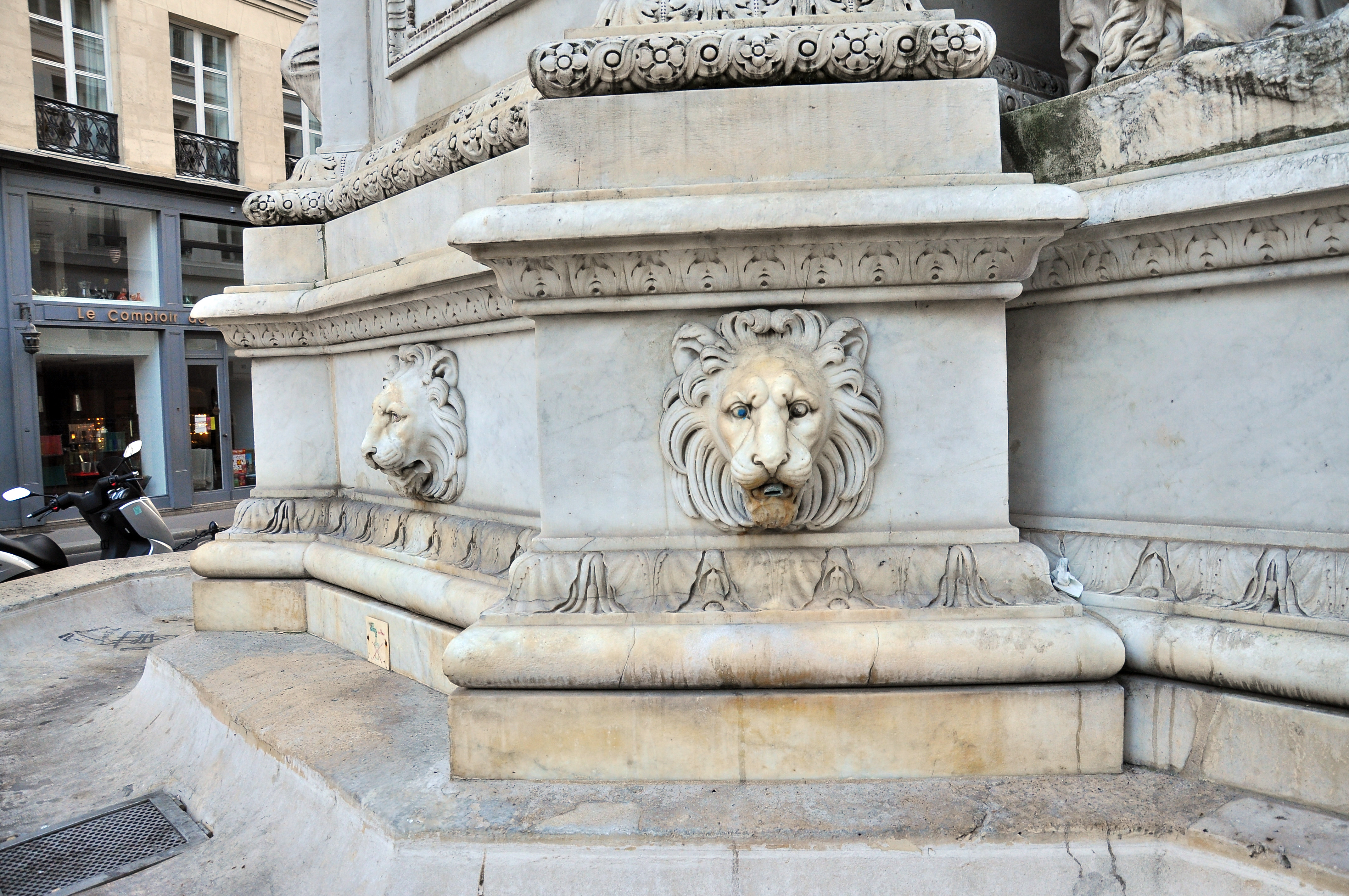
Mascarons ornés de têtes de lions.
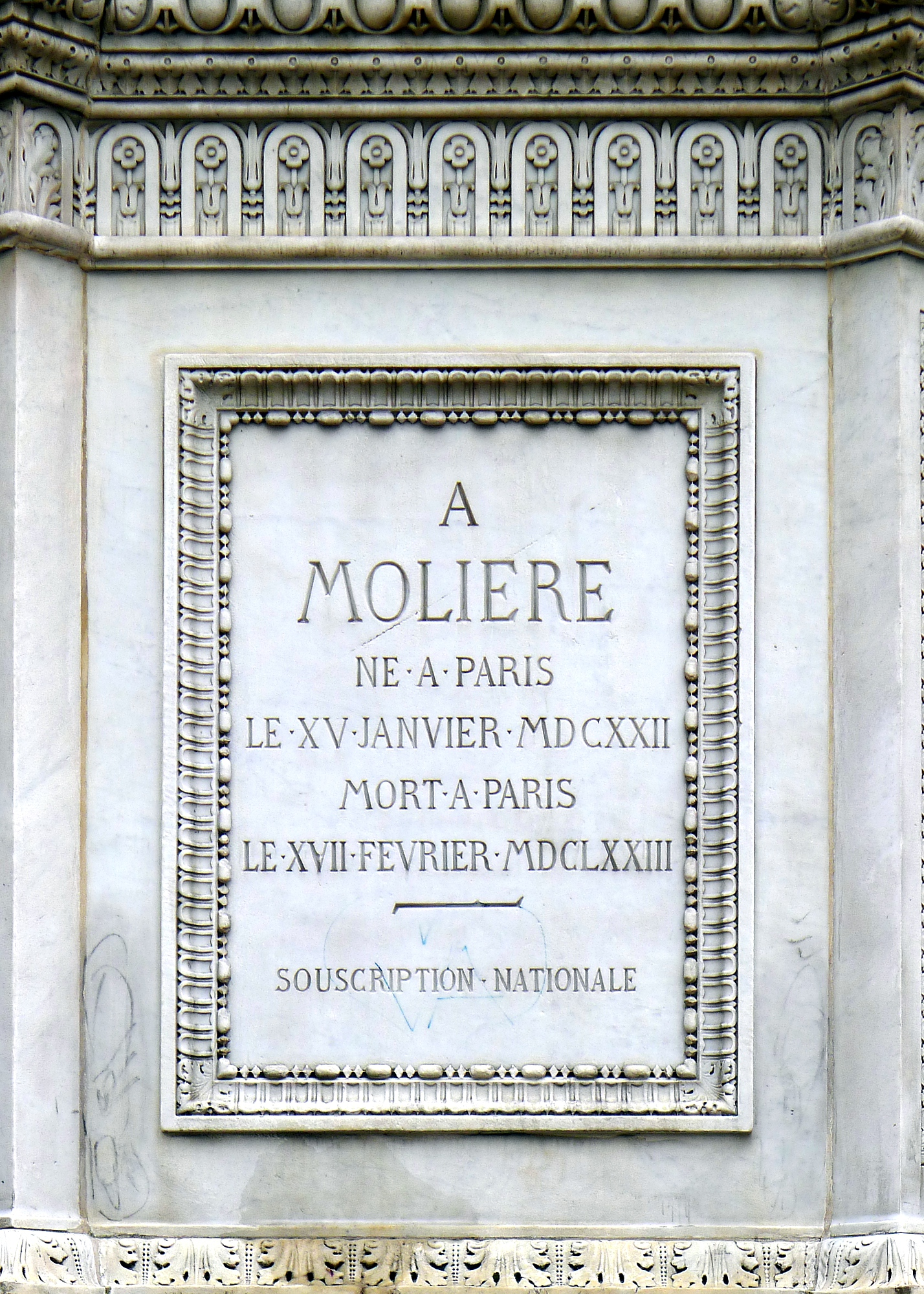
Plaque commémorative.